# 許馬爾峰

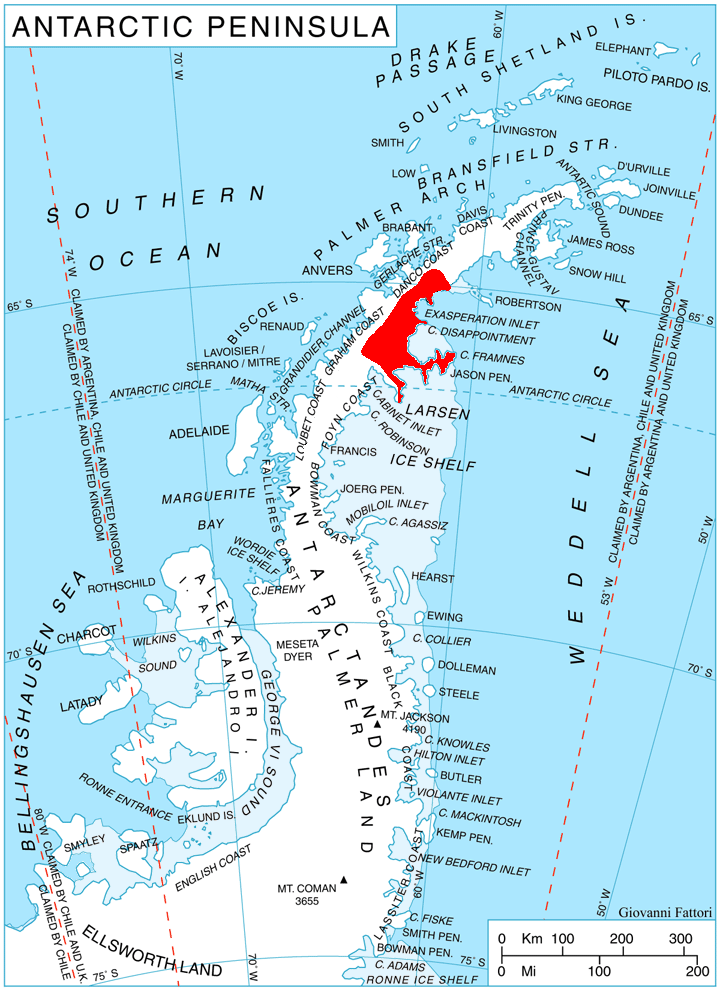

許馬爾峰（英語：Humar Peak）是南極洲的山峰，位於葛拉漢地，屬於奧斯塔嶺的一部分，海拔高度1,300米，處於約爾達諾夫冰原島峰西南面5.9公里、科申角以西9.14公里和伯克斯山西北面5.5公里，以保加利亞的城鎮命名。

## 外部連結
- Humar Peak. （页面存档备份，存于） SCAR Composite Antarctic Gazetteer.

65°14′36″S 62°12′03″W / 65.24333°S 62.20083°W